# Císařské námořnictvo Mandžukua

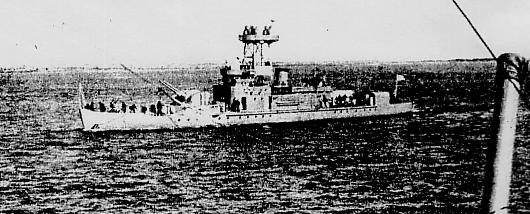
Loď námořnictva Mandžukua

Císařské námořnictvo Mandžukua (čínsky: 満州帝國海軍 Mǎnzhōu Dìguó Hǎijūn) bylo námořnictvo japonského loutkového státu Mandžukuo za 2.světové války. De facto bylo pod velením japonského císařského námořnictva. Bylo vytvořeno k pobřežní a poříční obraně a disponovalo hlídkovými loďmi na řekách Amur, Sungari a Ussuri.

## Historie

vlajka hlídkových lodí

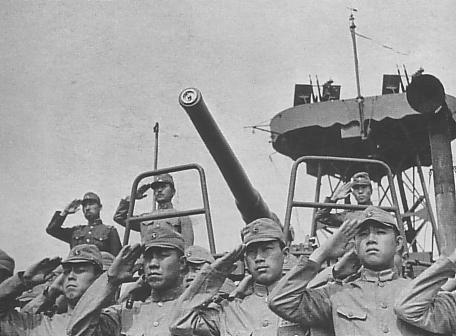
Námořníci

Námořnictvo loutkového státu Mandžukuo bylo formálně založeno císařem Pchu I 15. dubna 1932. Jedním z prvních plavidel byl říční dělový člun Li Suej (ex čínský Li Ťie, ex německý SMS Otter, nebo ex čínský Li Suej, ex německý SMS Vaterland) ukořistěný a darovaný Japonci.
Flotila na řece Sungari byla složena z čínských lodí kapitána Jin Cu-čchiena, který se po mukdenském incidentu přidal na stranu Japonců. Roku 1938 byly založeny dva pětisetčlenné prapory námořní pěchoty vyzbrojené puškami, kulomety a lehčími zbraněmi. Vesměs japonští velitelé námořnictva byli zaškolováni v japonské císařské námořní akademii. Od roku 1937 byl vlajkovou lodí námořnictva torpédoborec Chaj Wej (ex. Kaši z třídy Momo). V listopadu 1939 fungovaly pouze říční síly a roku 1942 odsud odešli japonští důstojníci. Roku 1942 byl Chaj Wej vrácen Japonsku a přejmenován na Kaii. Při sovětské mandžuské operaci námořnictvo Mandžukua téměř nekladlo odpor. Část lodí poté připadla Sovětům.